# William Alphonso Murrill
William Alphonso Murrill (ur. 13 października 1869 w Lynchburgu, zm. 25 grudnia 1957 w Gainesville) – amerykański mykolog.

## Życiorys
William Alphonso Murrill urodził się w Lynchburg w stanie Wirginia. W 1897 roku uzyskał stopień doktora na prestiżowym Uniwersytecie Cornella, pracując pod nadzorem G.F. Atkinsona, będącego autorytetem w dziedzinie taksonomii grzybów podstawkowych (Basidiomycetes). W 1904 r. rozpoczął pracę jako asystent kustosza w zielniku i bibliotece w ogrodzie botanicznym w Nowym Jorku, ostatecznie został kuratorem (1919–1924). Pracował również na Uniwersytecie Florydy. 1 września 1897 r. ożenił się z Edną Lee Lutrell. Mieli jedyne dziecko, chłopca urodzonego w 1899 r. Zmarł on jednak w dzieciństwie. Ta śmierć przyczyni się do dalszych problemów w ich małżeństwie, co ostatecznie doprowadzi do rozwodu w 1924 r.
W 1904 roku został asystentem kuratora w nowojorskim ogrodzie botanicznym (NYBG). Szukając grzybów dużo podróżował po Europie, wzdłuż wschodniego wybrzeża Ameryki Północnej, Meksyku i Karaibów. W 1924 r. Murrill odbył kolejną, 8-miesięczną podróż do Europy, w czasie której nikt, łącznie z żoną i pracodawcą nie uzyskał od niego żadnej informacji, sądzono nawet, że zmarł. Został zwolniony z pracy. Gdy przybył do USA, okazało się, że wskutek choroby nerek przebywał w szpitalu we Francji, z którego nie mógł wysłać wiadomości. Bardzo zdenerwował się zwolnieniem z pracy, jak również problemami rodzinnymi – jego żona w tym czasie rozwiodła się z nim. NYBG, w ramach rekompensaty, dał mu pracę, znacznie jednak gorszą zarówno pod względem wynagrodzenia, jak i prestiżu. Ze złamanym sercem i zawodowo niezadowolony wrócił do rodzinnego stanu Wirginia i zamieszkał we własnej niewielkiej chatce, borykając się z kłopotami finansowymi i psychicznymi. Do końca życia cierpiał też na dolegliwości związane z nerkami. Zmarł w wieku 88 lat w Gainesville na Florydzie.

## Praca naukowa
William Alphonso Murrill znany jest z wkładu w wiedzę o pieczarkowcach (Agaricales) i żagwiowcach (Polyporales). Był bardzo wpływową osobą w NYBG, ale jego ekscentryczna osobowość sprawiała problemy z jego pracą. Czasem wyjeżdżał do Meksyku, Karaibów, Europy i Ameryki Południowej, nie uprzedzając wcześniej żadnego z kolegów. Wyjazdy te zaowocowały zebraniem 70 000 okazów, z których 1400 zdeponowano w NYBG.
Jest też założycielem czasopisma Mycologia. Był jego pierwszym redaktorem przez 16 lat. Opublikował 510 publikacji, w tym artykuły i notki mykologiczne i botaniczne, uwagi ogólne, różne raporty, recenzje, biografie i popularne artykuły na temat historii naturalnej. Opisał około 1453 nowych gatunków i odmian pieczarkowców, borowikowców i żagwiowców. Utworzył też nazwy wielu wyższych taksonów grzybów, m.in. Marasmiellus, Aurantiporus, Fuscoporia i Laetiporus. Większość ze zgromadzonych przez niego okazów typowych znajduje się w NY i FLAS, ale niektóre znajdują się na Uniwersytecie Michigan i Uniwersytecie w Tennessee.
W nazwach naukowych opisanych przez niego gatunków roślin i grzybów umieszcza się skrót Murrill.